# Terzino (pallamano)
Il terzino della pallamano è il giocatore di movimento che sta a destra o a sinistra del centrale. Il terzino sinistro è generalmente un giocatore di mano destrorsa, mentre il terzino destro è generalmente un giocatore di mano mancina. Nella pallamano moderna l'azione di attacco del terzino è generalmente il tiro in salto, pertanto è vantaggioso avere giocatori alti e con un tiro potente. Nella Pallamano il terzino è di norma il giocatore più fisico di tutti.